# Karimnagar
Karimnagar (en hindi: करीमनगर ) es una localidad de la India, centro administrativo del distrito de Karimnagar, estado de Telangana.

## Geografía
Se encuentra a una altitud de 275 m s. n. m. a 171 km de la capital estatal, Hyderabad, en la zona horaria UTC +5:30.

## Demografía
Según estimación 2010 contaba con una población de 266 748 habitantes.